# LULU (土地利用)

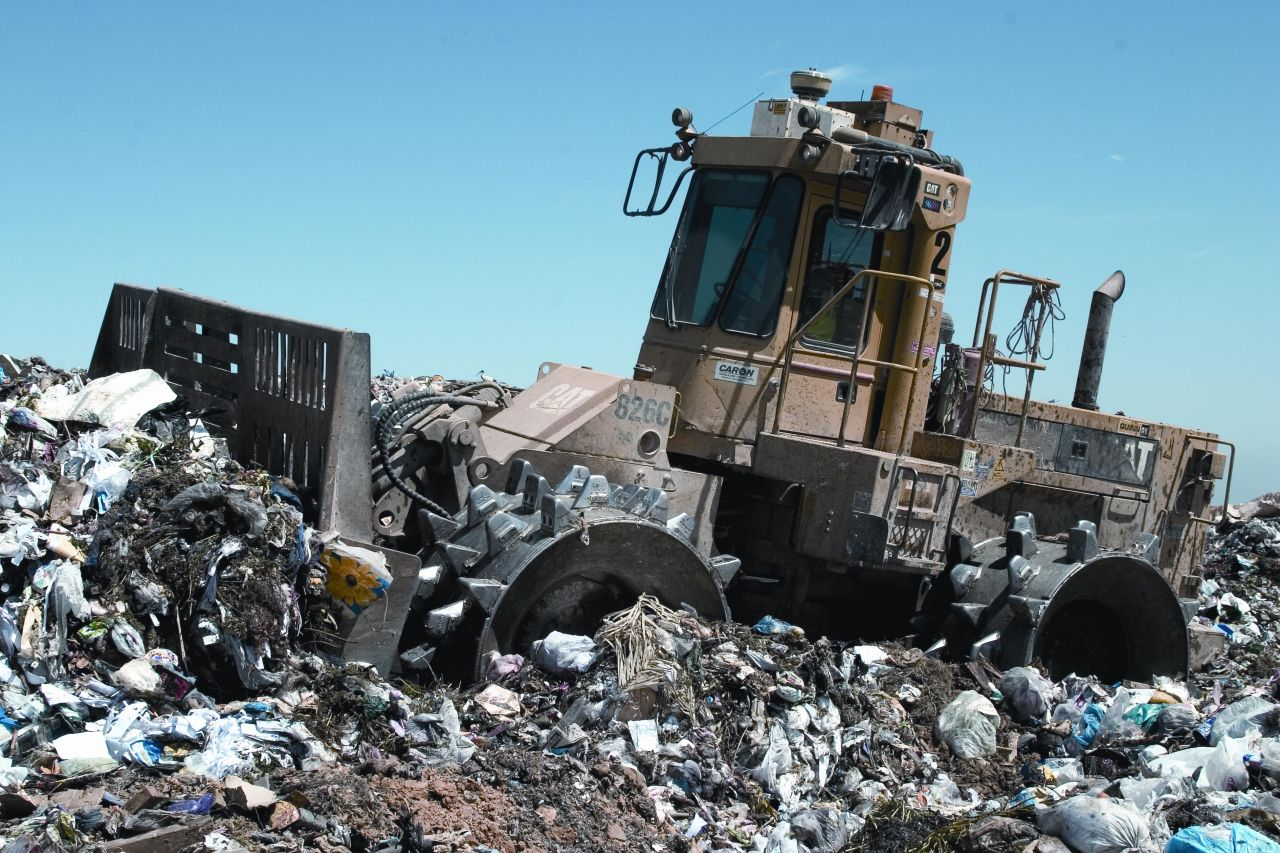
最終処分場は、一般的なLULUの事例である。

LULU（ルル）は、「地元で求められていない土地利用」を意味する英語の語句「Locally Unwanted Land Use」の頭字語（アクロニム）であり、「地理的に好ましくない土地利用」と説明されることもある。ラトガース大学のフランク・J・ポッパー (Frank J. Popper) が1981年に発表した論文の中で使用したのが初出とされる。
土地利用計画において「locally unwanted land use (LULU)」とは、その近傍に居住する人々に外部費用を強いるような土地利用のことである。こうした費用の中には、健康被害のおそれや、美観への悪影響、資産価値の低下などが含まれる。こうした問題を引き起こしかねない施設などは、社会全体にとってはより大きな利益をもたらすものであり、どこかに設けられる必要がある。
LULUとされるものの例としては、発電所・廃棄物の最終処分場・刑務所・道路・工場・病院など様々な開発行為が挙げられる。計画においては、LULUのもたらす被害を分散し、軽減するために、ゾーニングや環境法制、住民参加、緩衝区域の設定、クラスター化、分散配置、その他の方法を動員する。このようにして計画は、LULUの影響を最小化するような立地や手順を探りながら、不動産や環境の価値を護ろうとするのである。

## 不平等
LULUと見なされる土地利用の配置と、社会的少数者（マイノリティ）の居住地の分布には、市場のダイナミクスの結果として一定の相関が生じることが示唆されてきた。LULUに関わる外部性（美観への悪影響、好ましいアメニティの損失など）は、高所得者層の買い手をその地域から遠ざけ、そうした傾向が繰り返される結果として、低所得者層の選択肢は減少し、最終処分場や幹線道路などのLULUがある地域しか残されていないようになる。こうした動きは家屋の不動産価値を下げる。さらに、同じ市場の力が、特に少数派を差別するような力が作用して、特定の地域に少数派が集中するといった事態が引き起こされることもある。
アメリカ合衆国全域では「アフリカ系アメリカ人とラテン系アメリカ人の5人に3人が、著しく土壌が汚染された敷地のある地域社会に住んでいる」とも言われている。こうしたパターンが典型的に見られるのは、インフラストラクチャーの開発過程を通して差別や人種主義が絡んでいるためであり、そうした地域はいよいよ広がっている。 
最終処分場・ゴミ捨て場・道路・刑務所などが、住宅の買い手をその地域へ流入させず、家の価値を低水準に留めるのに対し、これとは別のユニークな変化を引き起こすLULUもある。ホールフーズ・マーケットに代表される、高級な健康食品店は、その近傍の地域に高所得層の世帯を引き寄せるため、地域の地代や家の価格を押し上げる。このような現象は「ホールフーズ効果 (Whole Foods effect)」と称されている。